# Kozły (Stany)
Kozły – przysiółek wsi Stany w Polsce położony w województwie podkarpackim, w powiecie stalowowolskim, w gminie Bojanów.
W latach 1975–1998 przysiółek administracyjnie należał do województwa tarnobrzeskiego.
Kozły wraz z Załężem tworzą sołectwo Kozły Załęże.